# いずみシンフォニエッタ大阪
いずみシンフォニエッタ大阪（いずみシンフォニエッタおおさか）は、日本の室内オーケストラ。

## 概要
2000年、大阪市中央区にある財団法人住友生命社会福祉事業団いずみホールの専属楽団として、西村朗の提唱により創設された。メンバーは、関西にゆかりのある演奏家で構成されている。現代音楽演奏を主目的とする。音楽監督は西村朗、常任指揮者は飯森範親。
平成13年度大阪舞台芸術賞受賞。 2005年8月にリリースされたCD「西村朗：室内交響曲集〈メタモルフォーシス〉」（カメラータ）は、「レコード芸術」特選盤、平成17年度文化庁芸術祭優秀賞を受賞した。
2024年12月には藤倉大が音楽監督に就任。